# Pistolet maszynowy Ingram Model 6
Ingram Model 6 – amerykański pistolet maszynowy skonstruowany przez Gordona Ingrama.
Model 6 był pierwszym seryjnie produkowanym pistoletem maszynowym skonstruowanym przez Gordona Ingrama. Według planów Model 6 miał być bronią tanią, alternatywną wobec droższego Thompsona.
Produkcję uruchomiono w firmie Police Ordnance Company znajdującej się w Los Angeles w 1949 roku. Produkowane były dwie wersje tej broni. Model Police miał chwyt przedni i lufę żebrowaną w tylnej części, Military miał łoże i lufę gładką. Poza różnymi wydziałami amerykańskiej policji broń tego typu została zakupiona przez kubańską marynarkę wojenną i peruwiańską armię. Produkcje Ingrama Model 6 zakończono w 1952 roku po wyprodukowaniu 15–20 tysięcy pistoletów maszynowych tego typu. Jego następca miał być Model 7 który miał zbliżony wyglądem zewnętrznym, ale strzelał z zamka zamkniętego i miał przekonstruowany mechanizm spustowy, jednak produkcję tej broni szybko zakończono.

## Opis
Model 6 był bronią samoczynno-samopowtarzalną działającą na zasadzie odrzutu zamka swobodnego, strzelającą z zamka otwartego. Komora zamkowa rurowa. Zasilanie broni z dwurzędowych magazynków o pojemności 30 naboi. Broń można było zabezpieczyć tylko z zamkiem w tylnej pozycji (poprzez wprowadzenie rękojeści przeładowania w odpowiednie wycięcie). Spust dwuoporowy, przy krótkim ściągnięciu broń strzelała ogniem pojedynczym, przy długim seriami. Przyrządy celownicze mechaniczne składają się z muszki i celownika przerzutowego. Kolba stała, drewniana.